# Nu tändas tusen juleljus (album med Anna-Lena Löfgren)
Nu tändas tusen juleljus är ett julalbum av Anna-Lena Löfgren, utgivet i november 1972 på LP . På albumomslaget syns ett äpple .

## Låtlista

### Sida A
1. Nu tändas tusen juleljus (Emmy Köhler)
2. Juletid, välkommen hit
3. Han håller världen i sin hand
4. Ett under har skett
  1. Kommen i herdar
  2. I julegranen ljusen brinner
5. O du saliga, o du heliga
6. Blott en dag, ett ögonblick i sänder

### Sida B
1. Klockorna sång
2. Ave Maria
3. Kling klocka, klinge-linge-ling
4. En ton från himlen
5. Ovan där
6. Dotter Sion, fröjda dig